# Бро, Джеймс
Джеймс Бро (нем. James Broh; 9 ноября 1867, Перлеберг — 1942, Париж) — немецкий юрист, издатель и левый политический деятель.
Бро происходил из еврейской семьи и изучал право в Берлине. По окончании учёбы он получил степень доктора права и прошёл подготовку для прусской судебной службы. В этот период он вступил в Социал-демократическую партию Германии. В его юридической карьере его поощряли Август Бебель и Вильгельм Либкнехт, которые надеялись, что Бро обеспечит юридическую защиту социалистическим активистам. Бро работал юристом в Берлине. Он также писал для различных журналов и был одним из основателей Социалистической молодежной организации «Рабочая молодежь». В этот период он принадлежал к ревизионистскому крылу партии.
В 1921 году он был соучредителем Allgemeine Arbeiter-Union — Einheitsorganisation (AAU-E) вместе с Отто Рюле, Францем Пфемфертом и Оскаром Канелем. Бро был автором Die Aktion.